# Kudinov
Kudinov je priimek več oseb:
- Valentin Ivanovič Kudinov, sovjetski general
- Jurij Kudinov, ruski plavalec
- Vasilij Kudinov, ruski rokometaš